# NGC 5751
NGC 5751 ist eine 13,2 mag helle Spiralgalaxie mit ausgeprägten Emissionslinien vom Hubble-Typ Sc im Sternbild Bärenhüter. 
Sie wurde am 24. April 1789 von Wilhelm Herschel mit einem 18,7-Zoll-Spiegelteleskop entdeckt,  der sie dabei mit „F, S, E“ beschrieb.